# Rumah Gerat
Rumah Gerat is een bestuurslaag in het regentschap Deli Serdang van de provincie Noord-Sumatra, Indonesië. Rumah Gerat telt 1254 inwoners (volkstelling 2010).